# Shafaqna
Shafaqna (en persa: شفقنا; International Shia News Association o Shia News Agency) es una agencia internacional de noticias iraní. 

## Historia
Comenzó su actividad el 24 de febrero de 2012 como empresa independiente. Transmite noticias de Irán y de países del ámbito chií en siete idiomas: inglés, francés, español, persa, árabe, turco y Urdu. Tiene subsedes operativas en Náyaf, Teherán, Estambul y en Reino Unido, y colabora con agencias independientes de Pakistán, India, Líbano, Irak y Afganistán.
En su línea editorial, Shafaqna hizo pública su intención de llegar a todos los "países islámicos" y, especialmente, difundir las actividades y eventos chiitas por todo el mundo. También pretendía abrir un diálogo entre religiones para crear zonas de encuentro y facilitar el camino de la paz.
Se sabe que Shafaqna es una agencia de noticias próxima al ayatolá Ali al-Sistani, máximo rango del sistema judicial iraní, que ha publicado numerosos artículos acerca de la doctrina chiita. Shafaqna también publica Sistani fatwas con frecuencia.